# 施邦曜
施邦曜（1585年—1644年），字尔韬，浙江余姚人。明末忠臣，李自成破北京後以死殉國。

## 履历
万历四十年（1612年）壬子科浙江鄉試舉人，四十七年（1619年）己未科三甲进士。历任顺天武学教授，国子监博士，工部营缮主事，工部员外郎，天啓四年主考雲南鄉試。时奸臣魏忠贤当道，施邦曜不与附和。魏忠贤刁难，不成。迁任屯田郎中，期后迁任漳州知府，善于断案。迁任福建副使、左参政，四川按察使，福建左布政使，有政绩。历仕南京光禄寺正卿，北京光禄寺卿；改任通政使。起用为南京通政使。
崇祯十六年十二月，任用为左副都御史。卒赠太子少保，左都御史；谥忠介，清谥忠愍。

## 逸事
施邦曜早年好王守仁之学，分王氏之书为理学、文章、经济三类研习，“慕义无穷”。
“魯時昇者，里同年生也，官庶吉士，殁京师。邦曜手治含敛，以女妻其子。尝买一婢，命洒扫，至东隅，捧篲凝视而泣。怪问之，曰：‘此先人御史宅也。时堕环兹地，不觉凄怆耳。’邦曜即分嫁女资，择士人归之。其笃于内行如此。”——摘自《明史》
施邦曜见北京城破，崇祯帝自缢，大明大势已去，服毒殉国。“明年，贼薄近郊。邦曜语兵部尚书张缙彦檄天下兵勤王，缙彦慢弗省，邦曜太息而去。城陷，趋长安门，闻帝崩，恸哭曰：“君殉社稷矣，臣子可偷生哉！”即解带自经。仆救之苏，恨曰：‘是儿误我！’贼满衢巷，不得还邸舍，望门求缢，辄为居民所麾。乃命家人市信石杂浇酒，即途中服之，血迸裂而卒。”——摘自《明史》

## 家族
曾祖施子建。祖父施良心。父施時学。

## 延伸阅读
[在维基数据编辑]
 《明史卷二百六十五》，出自《明史》